# Prochoreutis holotoxa
Prochoreutis holotoxa là một loài bướm đêm thuộc họ Choreutidae. Nó được tìm thấy ở Trung Quốc (Shanxi), Pháp (Alps), Ý, Áo (Tirol), Thụy Sĩ (Zermatt), România, Nga (Siberia).
Ấu trùng ăn Pedicularis ascendens.